# 攻撃三倍の法則
攻撃三倍の法則（こうげきさんばいのほうそく）とは戦闘において有効な攻撃を行うためには相手の三倍の兵力が必要となる、とする考え方である。攻者が勝利すると言われる攻者と防者の兵力比率が三対一であるために、三対一の法則とも言う。

## 概要
戦理的に見て防御は攻撃よりも有効な戦闘行動であり、攻撃三倍の法則は防者の優位を明らかに示す。なぜなら攻撃は敵部隊の戦闘力の撃破に主眼が置かれるが、一方でその方式にもよるが防御とは敵部隊の攻撃を破砕するだけで足りるからである。
1925年、トゥハチェフスキー元帥が赤軍参謀総長となったのと同年に制定された『赤軍野外教令草案』において、突破を企図する地区での戦力比は「少なくとも敵に三倍する兵力を使用せざるべからず」とされており、本法則の初出といわれている。
アメリカ陸軍においても『野外令』の兵力集中の原則の項目において「防御において決して敵の三分の一以下にならないこと、攻撃においては六対一の優勢に立つ」ことを絶対的な比率ではないとしながらも将軍の行うべきこととして記述された。ただしこれは1982年の改訂版では「各級指揮官は努力の集中を行うべきであり、集中すべき兵力と時間とを自ら決定する」と変更されている。また旧ソ連軍の戦闘教義では攻撃においては六倍から十倍の兵力集中を要求していたと言われている。

## 問題
攻撃側の兵力が劣勢である場合でも戦史において勝利した事例も少なくないために、この法則の正確性については疑問がもたれている。1986年の米陸軍の研究によれば過去の戦闘598例を分析した結果、攻者の戦力比率が高いほど勝率が大きい傾向は認められるものの法則性は認められなかった。原因としては、地形や兵士の練度・装備・士気そして天候といった様々な不確定要素があることにより、攻撃側と防御側の両者の立場が一致しない事が挙げられる。また、防御側は攻撃という選択肢をとれないがために防御側に回ることがあり、それもまた、攻撃側が劣勢状況下であっても勝利することができる要因となっている。
またプリンストン大学のエプシュタイン客員教授によると形式的な兵力の比率で勝敗を推測することは不可能であり、またこの攻撃三倍の法則についても兵力の定義が曖昧であるため、この場合の兵力が兵員数なのか、火力指数なのか、基準値での師団相当数なのか不明である。戦線の動態、後退行動などの場合を想定していない点も問題である。
シカゴ大学のジョン・ミアシャイマー教授は三対一の兵力比率は局地の戦闘において攻者が防者の幅20から50キロメートルの防御前線を正面突破する際に80%から90%に限定して適用できると述べている。